# Emanuel Escudero
Emanuel Escuredo (Luján, Buenos Aires, Argentina, 15 de marzo de 1993) es un futbolista argentino que juega de mediocampista. Actualmente integra el plantel del Iraklis Larisa FC, de la super league 2  (2022).

## Clubes
| Club                 | País      | Año              | PJ | Goles |
| -------------------- | --------- | ---------------- | -- | ----- |
| Flandria             | Argentina | 2014 - 2017-2019 | 80 | 3     |
| Deportivo Español    | Argentina | 2017 - 2018      | 30 | 1     |
| AE Ermionida         | Grecia    | 2019 - 2020      | 23 | 10    |
| Nafpaktiakos Asteras | Grecia    | 2020 - 2021      |    |       |